# Tài năng nghệ thuật
Tài năng nghệ thuật là năng lực xuất sắc, độc đáo trong sáng tạo hoặc biểu diễn nghệ thuật.
Tài năng nghệ thuật là một trong những điều kiện quan trọng bậc nhất để con người trở thành nghệ sĩ. Nghệ thuật bao gồm nhiều loại hình hết sức đa dạng (văn học, âm nhạc, điêu khắc, hội họa, múa,…), mỗi loại hình có những đặc điểm, đòi hỏi riêng, nên tài năng nghệ thuật mang những sắc thái riêng phù hợp đối với từng loại hình nghệ thuật.
Tài năng nghệ thuật bao giờ cũng hình thành trên cơ sở năng khiếu nghệ thuật. Nhưng năng khiếu chỉ là tiền đề. Phải trải qua học tập, rèn luyện kiên trì, bền bỉ, năng khiếu vốn ít nhiều có tính chất bẩm sinh mới thực sự trở thành tài năng nghệ thuật. Vì vậy, nữ văn sĩ Pháp Gioóc-giơ Xăng viết: "Nghệ thuật không phải là một năng khiếu có thể phát triển mà không cần mở rộng kiến thức về mọi mặt. Cần phải sống, phải tìm tòi, phải xào nấu lại rất nhiều, phải yêu rất nhiều và chịu mọi đau khổ, và đồng thời không ngừng kiên trì làm việc.".
Nhà văn, nhà thơ là nghệ sĩ sáng tác văn học. Nghệ sĩ viết văn chân chính là những con người có tâm hồn giàu xúc cảm; có tình yêu thiết tha, sâu nặng đối với cuộc sống con người; có trí tưởng tượng sáng tạo mãnh liệt; có một năng lực trí tuệ sắc bén; một khả năng quan sát và tự quan sát tinh tế,… Trên cơ sở những phẩm chất ấy, nghệ sĩ viết văn không ngừng tu dưỡng để tạo cho mình một tài năng nghệ thuật cao. Trong sáng tác văn học, tài năng nghệ thuật là kết quả tổng hợp kết tinh từ nhiều yếu tố: thế giới quan lành mạnh, tích cực, vốn sống phong phú, vốn văn hoá uyên bác và khả năng chủ động, thành thạo trong sử dụng ngôn ngữ và tổ chức tác phẩm nghệ thuật ngôn từ,..